# Xi Aquilae
Libertas (ξ Aql / 59 Aquilae / HD 188310) es una estrella de magnitud aparente +4,72 situada en la constelación del Águila. En 2008 se anunció el descubrimiento de un planeta extrasolar en órbita alrededor de esta estrella.
Situada a unos 184 años luz del sistema solar, Libertas es una gigante amarilla de tipo espectral G9IIIb con una temperatura superficial de 4780 K. Tiene un radio 12 veces más grande que el radio solar y una luminosidad 69 veces mayor que la del Sol.
Es una estrella de características físicas iguales a las de Altais (γ Draconis) o γ Piscium, si bien se encuentra a casi el doble de distancia que estas.
Libertas exhibe una metalicidad claramente inferior a la del Sol ([Fe/H] = -0,32).
Con una masa de 2,2 de masas solares, tiene una edad estimada de 4680 ± 2190 millones de años y en su interior tiene lugar la fusión nuclear del helio en carbono.
Antes de evolucionar hacia una estrella gigante fue una estrella blanco-azulada de la secuencia principal de tipo B9.
Parece ser cromosféricamente inactiva.

## Sistema planetario
El planeta, denominado Fortitudo, está situado a 0,68 UA de la estrella —algo menos de la distancia que separa Venus del Sol—, completando una órbita cada 136,75 días. Su masa es de al menos 2,8 veces la masa de Júpiter. Entre los planetas descubiertos orbitando alrededor de una estrella evolucionada, es el que posee el período orbital más corto. Fue detectado por espectroscopia Doppler desde el Observatorio Astrofísico de Okayama en Japón.
| Acompañante (En orden desde la estrella) | Masa (MJ) | Período orbital (días) | Semieje mayor (UA) | Excentricidad |
| ---------------------------------------- | --------- | ---------------------- | ------------------ | ------------- |
| Fortitudo                                | > 2,8     | 136,75 (± 0,25)        | 0,68               | 0             |